# Octave Meynier
Pour les articles homonymes, voir Meynier.
 (juillet 2023).
Si vous disposez d'ouvrages ou d'articles de référence ou si vous connaissez des sites web de qualité traitant du thème abordé ici, merci de compléter l'article en donnant les références utiles à sa vérifiabilité et en les liant à la section « Notes et références ».
Octave Frédéric François Meynier (Saint-Yrieix, 22 février 1874 – Alger, 31 mai 1961) est un officier et essayiste français.

## Biographie
Fils du lieutenant-colonel François Meynier, le sous-lieutenant Octave Meynier, sortant de Saint-Cyr en 1895, obtint son affectation pour le Soudan français, alors en ébullition. Il est ensuite désigné comme adjoint au lieutenant-colonel Jean-François Klobb pour l'enquête sur la mission Voulet-Chanoine, chargée également de relever les deux capitaines de leur commandement fautif. Lors de cette mission, le capitaine Voulet-Chanoine fait ouvrir le feu contre le lieutenant-colonel colonel Klobb, qui est tué (14 juillet 1899). Le lieutenant Meynier est blessé au combat de Nafouta. Il passe pour mort dans sa famille.
De 1899 à 1900, il seconde le capitaine Joalland dans la mission Joalland-Meynier, qui poursuit les objectifs militaires de la mission Voulet-Chanoine. Il effectue alors sur les bords du lac Tchad la liaison avec les missions Fourreau-Lamy et Gentil. Il est de nouveau blessé le 22 avril 1900 au combat de Kousseri, célèbre bataille contre le sultan Rabah, dans laquelle périt le commandant Lamy.
Après un passage à l'École de Guerre en 1906, le capitaine Meynier part pour un séjour militaire à Niamey, entre 1908 et 1910.
En 1911, il est nommé professeur d'histoire à l'Ecole Spéciale Militaire de Saint-Cyr. Il publie en ce temps un célèbre ouvrage, L'Afrique Noire (Paris, Flammarion), lauréat l'année suivante du prix Montyon de l'Académie française.
L'année suivante, il part de nouveau en Afrique et accompagne la mission d'étude du Transsaharien de Colomb-Bechar à In-Salah.
En 1913, il est nommé commandant militaire du territoire des oasis, à Ouargla, à la suite du commandant Payn. Il commence à mettre au point, en 1914, un programme de modernisation de l'Afrique par la construction de routes, la mise au point de nombreux postes radio. Tout cela comble d'aise Saint Charles de Foucauld, qu'il consultait souvent. Entre 1915 et 1916, il lutte contre la menace des Senoussistes, qui profitent du grand vide laissé par les combats des tranchées, pour mener des offensives dans le Sahara français.
Il est nommé au commandement du 1er régiment de tirailleurs algériens sur le front de Verdun et, est blessé le 5 avril 1918 à Montdidier : son bras gauche est arraché par un obus. Il est cité et promu commandeur de la Légion d'Honneur.
À la fin de la guerre, il passe quelques années en Europe, notamment en Autriche.
De retour en Afrique, en mai 1925, comme chef du cabinet militaire du gouverneur général de l'Algérie, Maurice Viollette, puis comme directeur des Territoires en 1926, il se consacre à réaliser le programme de modernisation qu'il avait mis en chantier en 1914. Il est alors nommé général de brigade.
Dès 1930, il établit un programme d'action économique pour une période de dix années dans le Sahara. Son principal souhait était de rendre ce désert « transformé et prêt à recevoir [...] une vitalité nouvelle et un avenir amélioré ».
Il fonde également l'Association des Amis du Sahara et de l'Eurafrique, il crée alors une revue appelée Eurafrique dans laquelle il développe sa thèse d'un « Sahara facteur d'union ».
Il organise, en 1930, le rallye automobile Méditerranée-Niger sur les routes et pistes nouvellement modernisées.
Il prend sa retraite en 1935, avec le grade de général de brigade.
Voyant dans le rallye automobile le « moyen immédiat de mettre en contact sympathique les peuples méditerranéens avec ceux de l'Afrique et de rendre plus faciles les liaisons terrestres entre eux », il organise en 1950 le premier rallye automobile transafricain : Méditerranée-Le Cap.

### Décorations
- Grand officier de la Légion d'honneur
- Grand officier de l'ordre de Léopold II (Belgique)
- Grand officier de l'ordre de l'Étoile d'Italie

## Publications
- Octave Meynier, L'Afrique Noire, Flammarion, Paris, Bibliothèque de philosophie scientifique, 1911, 335 p.
- Octave Meynier, Les conquérants du Tchad, Flammarion, Paris, 1923, 308 p.
- Octave Meynier, À propos du chemin transsaharien, tactique saharienne et engins modernes, Berger-Levrault, Paris, 1924, 40 p.
- Octave Meynier, Guide pratique du tourisme au Sahara, Société d'éditions géographiques, maritimes et coloniales, Paris, 1931, 112 p.
- Octave Meynier, « La guerre sainte de la Senoussya dans l'Afrique française (1915-1918) », dans Revue Africaine, no 83 (1939)
- Octave Meynier, Mission Joalland-Meynier, Éditions de l'Empire français, Paris, 1947, 191 p.
- Octave Meynier, « Note sur le rôle des rallyes de la Méditerranée au Cap dans l'histoire des communications inter-africaines », dans Revue Africaine, no 99 (1955)
- Arsène Klobb, Octave Meynier (préf. Albert Maitrot de La Motte-Capron, prés. Chantal Ahounou), À la recherche de Voulet : sur les traces sanglantes de la Mission Afrique centrale, 1898-1899, Cosmopole, Paris, 2001, nouv. éd. (1re éd. 1931), 229 p.  (ISBN 2-84630-002-X)
- Octave Meynier, La pacification du Sahara et la pénétration saharienne, 1852-1930, Lacour-Ollé, Nîmes, 2007, 62 p.